# Ota (Nigeria)
Ota (także Otta) – miasto w południowo-zachodniej Nigerii, w stanie Ogun. Jest stolicą dystryktu Ota. W 2007 roku liczyło około 163 tys. mieszkańców.